# Hyalea boliviensis
Hyalea boliviensis is een vlinder van de familie van de grasmotten (Crambidae), uit de onderfamilie van de Spilomelinae. De wetenschappelijke naam van deze soort is voor het eerst voorgesteld door Paul Dognin in een publicatie uit 1905.
De soort komt voor in Bolivia.